# Lucien Lamoureux (Canada)
Pour les articles homonymes, voir Lamoureux et Lucien Lamoureux.
Lucien Lamoureux, né le 3 août 1920 à Ottawa et mort le 16 juillet 1998 à Bruxelles en Belgique, est un avocat, diplomate et  homme politique canadien.
Il est président de la Chambre des communes du Canada de 1966 à 1974. Il est, un temps, celui ayant le plus longtemps occupé ce poste. 

## Biographie
Après avoir obtenu un diplôme en droit de Osgoode Hall en 1945, Lamoureux travaille comme aide politique à Lionel Chevrier, un ministre du conseil des ministres du premier ministre William Lyon Mackenzie King. En 1954, il quitte le bureau de Chevrier pour établir un cabinet d'avocat à Cornwall (Ontario).
Lamoureux est d'abord élu à la Chambre des communes du Canada aux élections de 1962 en tant que député libéral. En 1963, il devient vice-président de la Chambre des communes et décide de ne plus assister aux réunions du caucus libéral afin de maintenir son impartialité. Suivant l'élection de 1965, le premier ministre Lester Pearson le nomme au poste de président de la Chambre des communes.
Lamoureux sert à titre de président pendant deux gouvernements minoritaires, de 1965 à 1968 et de 1972 à 1974, des expériences qui l'obligent à maintenir son autorité et sa neutralité dans une situation où aucun parti n'avait le contrôle de la Chambre.
Lors des élections de 1968, il décide de suivre la tradition du président de la Chambre des communes britannique et de se présenter aux élections à titre d'indépendant. Autant le Parti libéral et le Parti progressiste-conservateur acceptent de ne pas présenter de candidat contre lui. Le Nouveau Parti démocratique, toutefois, refuse de retirer son candidat. Lamoureux est réélu et continue de servir à titre de président.
Aux élections de 1972, Lamoureux se présente de nouveau à titre d'indépendant. Cette fois, autant les tories que les néo-démocrates présentent des candidats contrent lui. Lamoureux est réélu par une marge de 5 000 voix. Sans un accord de tous les partis de ne pas présenter de candidats contre des présidents en fonction dans les élections générales, toutefois, le souhait de Lamoureux pour que le Canada suive la tradition britannique est voué à l'échec, et les présidents futurs ne répéteront pas sa tentative de siéger à titre d'indépendant.
En avril 1974, Lamoureux devient le président le plus longtemps en fonction dans l'histoire de la Chambre des communes du Canada, fracassant le record établi par Rodolphe Lemieux. En septembre 1974, Lamoureux annonce qu'il ne se représentera pas aux élections de 1974, et se retira du Parlement. Il est nommé ambassadeur du Canada en Belgique suivant l'élection.
En 1998, il est fait officier de l'Ordre du Canada.
Il meurt le 16 juillet 1998 à sa résidence à Bruxelles en Belgique.
En 2009, Peter Milliken bat le record de Lucien Lamoureux et devient le président de la Chambre des communes ayant été en poste le plus longtemps.